# Hello! We're timelesz
『Hello! We're timelesz』は、timeleszのデジタルコンピレーション・アルバム。2025年2月28日にデジタル配信された。

## 概要
新メンバー募集オーディション「timelesz project」を経て、8人編成となった新生timeleszにとって初のデジタル作品『Rock this Party』と同日配信リリース。Sexy Zone時代の楽曲も含んだグループの入門篇ともいえるラインナップになっており、timelesz projectで課題曲として使用された楽曲や、シングル・アルバム収録曲問わず、グループの表現の幅広さを感じられる楽曲が収録されている。
アルバムのジャケットアートワークは時計の文字盤がモチーフになっており、それがメンバーカラーを思わせるカラフルな絵の具で彩られている。

## 収録曲
クレジット出典
1. 人生遊戯
作詞：渡辺拓也、真崎エリカ、徳山優、深川琴美、Komei Kobayashi / 作曲：渡辺拓也 / 編曲：CHOKKAKU / RAP詞：菊池風磨
  - 25thシングル
2. ぎゅっと
作詞：宮田航輔（nicoten）、菊池風磨 / 作曲：ひろせひろせ / 編曲：CHOKKAKU
  - 14thシングル
3. 本音と建前
作詞・作曲・編曲：椎名林檎
  - 24thシングル
4. RUN
作詞・作曲・編曲：渡辺拓也 / ストリングスアレンジ：渡辺拓也、真部裕
  - 18thシングル
5. RIGHT NEXT TO YOU
作詞：JAKAZ / 作曲：Takuya Harada、STEVEN LEE、PIUS / 編曲：PIUS
  - 10周年記念アルバム『SZ10TH』収録曲
6. 名脇役
作詞・作曲：竹縄航太（HOWL BE QUIET） / 編曲：竹縄航太、sugarbeans / コーラスアレンジ：竹内浩明
  - 5thアルバム『XYZ=repainting』収録曲
7. make me bright
作詞・作曲：iri / 編曲：ESME MORI
  - 6thアルバム『PAGES』
8. Forever Gold
作詞：JUN / 作曲：Ricardo Burgrust、Christofer Erixon / 編曲：Ricardo Burgrust
  - 8thアルバム『ザ・ハイライト』収録曲
9. Summer Ride
作詞：butaji、STUTS / 作曲：STUTS、butaji / 編曲：STUTS
  - 8thアルバム『ザ・ハイライト』収録曲
10. Twilight Sunset
作詞・作曲：たなかまゆ / 編曲：岡田ピロー
  - 10周年記念アルバム『SZ10TH』収録曲
11. Purple Rain
作詞：JUN / 作曲：Ricardo Burgrust、Christofer Erixon / 編曲：Ricardo Burgrust、Takuya Harada
  - 9thアルバム『ChapterⅡ』収録曲
12. Anthem
作詞：山下智久 / 作曲：Daisuke"D.I"Imai、Jaeyoung Yang / 編曲：Daisuke"D.I"Imai / Chorus：Daisuke"D.I"Imai、Jaeyoung Yang
  - 1st EP 『timelesz』収録曲

## チャート成績
オリコンでは2025年3月10日付「週間デジタルアルバムランキング」で、今年度最高となる初週DL数7620DLを記録し、初登場1位を獲得。本作と同日に配信を開始した「Rock this Party」も同日付「週間デジタルシングル（単曲）ランキング」で1位を獲得したため、timeleszがデジタル2冠を達成した。
Billboard JAPANでも2025年3月5日付でダウンロード数7,576DLでダウンロード1位、そしてストリーミングでも1位となり、総合アルバム・チャート"Hot Albums"で首位を獲得。その次の週も1,025DLでダウンロード2位、ストリーミングで1位となり、Sexy Zone時代を含め、timeleszが総合アルバムチャートで初めて2週連続首位を獲得した。